# La Hoguettecultuur
De La Hoguettecultuur of La Hoguettegroep is een vroeg-Neolithische cultuur met haar centrum in Noord-Frankrijk. Ze is vernoemd naar de Franse plaats La Hoguette in Normandië in het uiterste westen van haar verspreidigsgebied, waar het karakteristieke aardewerk onder een grafheuvel van latere datum gevonden werd. Met een datering van 5800-5500 v.Chr. handelt zich om de oudste keramiek van de regio. Zelfs tot in de tijd van de late bandkeramiek kwam het af en toe nog voor.
In dezelfde periode kwamen in het westen van Frankrijk de Villeneuve-Saint-Germaingroep en het oud-Atlantisch neolithicum voor. Alle deze culturen zijn noordwestelijke uitlopers van de cardiaal-impressoculturen uit het Middellandse Zeegebied.

## Verspreiding
De La Hoguettecultuur maakt deel uit van de zuidelijke verspreidingsroute van het neolithicum in Europa. Terwijl de landbouwers van de Centraal-Europese bandkeramiekculturen zich via de Balkan en de Donaucorridor over Centraal-Europa uitbreidde, verspreidden de meer op veeteelt gerichte cardiaal-impressoculturen zich langs de Middellandse Zeekusten.
De La Hoguettecultuur wordt hoofdzakelijk in het stroomgebied van de Maas, Moezel en Rijn gevonden. In het westen liggen twee vindplaatsen aan de Maas en de naamgevende site in het departement Calvados. In het zuiden is de verste vindplaats bij de Grotte du Gardon (departement Ain), in het noorden ligt de verspreidingsgrens bij de Lippe. De meest oostelijke vondsten komen uit Franken, in 2010 werd bij een bandkeramieknederzetting te Uffenheim ook La-Hoguette-keramiek gevonden.
De grotere concentratie van vondsten in het gebied waar de cultuur overlapt met de verspreiding van de bandkeramiek is waarschijnlijk niet representatief voor de oorspronkelijke verspreiding van de cultuur. Het lijkt dat de dragers van de La Hoguettecultuur weinig grondwerk verrichten, en aan de oppervlakte vergaan aardewerkscherven relatief snel. Slechts in beschutte omstandigheden bleef de keramiek beter bewaard, zoals in holen als de Grotte du Gardon of Bavans, onder een later megalithisch graf zoals La Hoguette, of aan de voet van hellingen zoals bij Liestal en Cannstatt. Het ontbreken van omvangrijke grondsporen onderscheidt de La Hoguettecultuur, evenals de Limburgcultuur, duidelijk van de bandkeramiekcultuur. Als La-Hoguette-scherven echter in bandkeramiekkuilen terecht kwamen, bleven ze beter behouden. Mogelijk waren er directe contacten tussen de culturen, of La-Hoguette-woonplaatsen werden later door bandkeramiekmensen gebruikt.
Ten westen van de Rijn vindt men La-Hoguette-keramiek meest samen met jongere bandkeramiek, in het oosten daarentegen vrijwel altijd met stilistisch oudere bandkeramiek. Op maar weinige sites werd La Hoguette-keramiek zonder bandkeramiek gevonden:
- de eponyme site La Hoguette in dep. Calvados, Frankrijk
- Anröchte en Bad Sassendorf, Duitsland
- Liestal-Hurlistrasse, Zwitserland (scherven en een lange cilindrische bijl)
- Grotte du Gardon, dep. Ain, Frankrijk
- Wilhelma-site in Bad Cannstatt, Duitsland
- Sweikhuizen, Limburg

Een in het museum van Alzey getoond rijk versierde eivormige beker van de La Hoguette-groep uit Dautenheim werd tezamen met nog vijf bekers bij een oudere, slecht gedocumenteerde opgraving gevonden. Verdere vindplaatsen zijn Assenheim, Friedberg-Bruchenbrücken, Goddelau, Gerlingen en Nackenheim.

## Materiële cultuur
Van de La-Hoguettecultuur is weinig meer dan de keramiek bekend, welke zich in kleur, vorm en decoratie duidelijk onderscheidt van de banderamiek. Ze wordt gekenmerkt door gestoken decoraties in banden of guirlandes, deels begeleidt door plastische lijsten. Vergelijkbare gestoken decoraties, maar zonder de plastische lijsten, vindt men bij de West-Meditterane cardiaal-impressokeramiek. De enige goede parallel biedt echter de slecht gedateerde site van Leucate-Corrège (Languedoc). Typerend is de verdunning van de kleimassa met beendermeel, die men ook bij de iets jongere Limburggroep en de Blicquy en Villeneuve-Saint-Germain-groepen vindt. In het westelijke Middellandse Zeegebied komt men deze verdunning met beendermeel slechts zelden tegen.
De in Bruchenbrücken en Bad Cannstatt gevonden stenen werktuigen omvatten driehoekige pijlpunten. Aan de rugzijde gereduceerde klingen met gladde, nooit gefacetteerde slagvlakken duiden op mesolithische tradities, zols bekend uit Zwitserland en zuidoost-Frankrijk.

## Economie
De La-Hoguette-goep toont een hoofdzakelijk op veeteelt gerichte cultuur. Ook de jacht speelde nog een belangrijke rol. Vondsten uit de Wilhelma-tuin bij Stuttgart tonen de aanwezigheid van gedomesticeerde dieren. Mogelijk werd ook de Papaver setigerum door de dragers van de La-Hoguettecultuur uit het Middellandse Zeegebied naar West-Europa gebracht. Opvallend is dat papaver slechts in het westelijke verspreidingsgebied van de bandkeramiek werd verbouwd. Voor de ontdekking van de La-Hoguettecultuur was dit nog moeilijk te verklaren, nu lijkt het goed mogelijk dat deze de teelt vanuit Zuid-Frankrijk tot in het Rijnland gebracht heeft.
De La-Hoguette-Keramik wordt ook met vroege menselijke invloeden op de vegetatie in verband gebracht. Botanische en pollenanalytische onderzoekingen tonen dat de mensen ten noorden van de Alpen al voor de komst van de bandkeramiek bossen rooiden en planten verbouwden. Vondsten uit Wallisellen bij Zürich tonen echter dat dit proces al voor de komst van de La Hoguettecultuur in Midden-Europa begon, namelijk vanaf 6.900 v.Chr. Dat betekent dat al ca. 1.500 jaar voor het definitieve doorbreken van de akkerbouw in Europa en zelfs 1000 jaar voor de Zuid-Franse cardiaalcultuur al enige grondbeginselen van de plantenteelt in Midden-Europa bekend waren. Hoe deze kennis vanuit West-Azië het land ten noorden van de Alpen bereikt heeft is echter nog onbekend.

## Bandkeramiek, La Hoguette en Limburgkeramiek
In het oosten van haar verspreidingsgebied wordt de La Hoguettekeramiek meest samen met vroege bandkeramiek gevonden. De vraag of de La Hoguettecultuur een migratie van uit het zuidwesten afkomstige mensen weerspiegeld of dat het zich slechts handelt om een concurrerende invloeden binnen een gemeenschap, is nog niet eenduidig bewezen. Duidelijk waren er contacten tussen de culturen. Niet alleen worden ze samen gevonden, ook zijn uit bandkeramische sites als Goddelau, Bruchenbrücken und Zilgendorf bandkeramische imitaties van La Hoguette-decoraties bekend, terwijl bij Friedberg-Bruchenbrücken ook ongedecoreerd La-Hoguette-keramiek gevonden werd, welke elders niet voorkomt en daarom als bandkeramische invloed op La Hoguette-pottenbakkers uitgelegd kan worden. Het relatief snel verdwijnen van de La Hoguettecultuur uit haar oostelijke verspreidingsgebied kan mogelijk met de betere landbouwtechnieken van de bandkeramiek uitgelegd worden, hetgeen echter de vraag opwerpt waarom de La Hoguettecultuur zich in het westen wel tot het einde van de bandkeramiek kon handhaven.
Moeilijk in te schatten is de verhouding tussen de La Hoguettecultuur en het Rijn-Maas-Scheldemesolithicum en Limburgcultuur, welke ook elementen van de cardiaalcultuur bevatten, zij het minder uitgesproken. Het zwaartepunt van de Limburgcultuur ligt in het noordwesten van het kerngebied van de La Hoguettecultuur, zoals de vondstplaats Sweikhuizen aantoont. Omdat Limburgkeramiek alleen in bandkeramische context ten westen van de Rijn gevonden wordt, stelt zich de vraag of dit als een lokale La Hoguette-Limburg-vorm beschouwd moet worden. Het lijkt echter dat de Limburggroep een zelfstandige lokale cultuur is, hetgeen zich toont uit de verspreiding van de asymmetrische trapezeklingen. Aan het einde van het mesolithicum is in West-Europa een bipolariteit te zien, waarbij in het latere Limburger gebied rechts gelateraliseerde, in het La Hoguettegebied daarentegen links gelateraliseerde trapezen voorheersen.
Aan het einde van de bandkeramiek treden ook daar vermeerd elementen op, die laten vermoeden dat deze uiteindelijk ook mediterrane invloeden onderging. Dit is bijvoorbeeld zichtbaar in de van west naar oost verlopende verspreiding van gekartelde decoraties, het zogenaamde tremolierstich-patroon.
Bij de Cernycultuur, de Blicquy-groep en de Villeneuve-Saint-Germain-groep in Frankrijk en België ziet men een samenkomen van cardiaal-, bandkeramiek en Limburgkeramiekinvloeden, hetgeen wijst op een intensieve uitwisseling tussen de verschillende West-Europese vroegneolithische culturen.